# Martin Válovčan
Martin Válovčan (sinh ngày 14 tháng 5 năm 1993) là một cầu thủ bóng đá người Slovakia hiện tại thi đấu cho SC Zofingen ở vị trí tiền vệ trái.

## Sự nghiệp

### FC ViOn Zlaté Moravce
Válovčan có màn ra mắt cho FC ViOn Zlaté Moravce trước Spartak Myjava vào ngày 16 tháng 7 năm 2016, vào sân từ ghế dự bị thay cho Jozef Rejdovian.